# Acanthocinus sachalinensis
Acanthocinus sachalinensis es una especie de escarabajo longicornio del género Acanthocinus, tribu Acanthocinini, subfamilia Lamiinae. Fue descrita científicamente por Matsushita en 1933.
La especie se mantiene activa durante los meses de abril, mayo, junio, julio y agosto.

## Descripción
Mide 8,9-11 milímetros de longitud.

## Distribución
Se distribuye por Japón, Mongolia, Corea y Rusia.